# Fatmagül Fakı
Fatmagül Fakı (* 3. Februar 1990 in Konya) ist eine türkische Schauspielerin und Fernsehmoderatorin.

## Leben und Karriere
Ihre Familie väterlicherseits stammt aus in Hatay. Nach ihrem Studium in Grafikdesign an der Aydın-Universität arbeitete Fakı zunächst als Flugbegleiterin, bevor sie 2011 in der Serie Das osmanische Imperium – Harem: Der Weg zur Macht ihre erste Schauspielrolle übernahm. Bekanntheit erlangte sie 2013 durch ihre Teilnahme an der Reality-Show Survivor Türkiye. Später trat sie auch in Serien wie Güneşin Kızları und Filmen wie Yapışık Kardeşler auf.
2019 moderierte Fakı die Show Fatmagül Tatilde, die auf Show TV ausgestrahlt wurde. Sie ist mit Kerem Lafçı verheiratet, mit dem sie einen Sohn hat.

## Filmografie
Filme
- 2015: Yapışık Kardeşler

Serien
- 2011: Das osmanische Imperium – Harem: Der Weg zur Macht
- 2015: Güneşin Kızları

Sendungen
- 2013: Survivor 2013

## Moderation

### Ehemalig
- 2019: Fatmagül Tatilde, Show TV